# Badminton World Federation
De Badminton World Federation (BWF) is de internationale organisatie voor de sport badminton. 

## Geschiedenis
De organisatie is opgericht in 1934 als de International Badminton Federation (IBF). Dit gebeurde door de negen leden Canada, Denemarken, Engeland, Frankrijk, Ierland, Nederland, Nieuw-Zeeland, Schotland en Wales. Op 24 september 2006 werd de naam gewijzigd in de Badminton World Federation.

## Structuur
Het hoofdkantoor stond oorspronkelijk in Cheltenham, Engeland, maar staat vanaf 1 oktober 2005 in Kuala Lumpur. De huidige voorzitter is de Deen Poul-Erik Høyer Larsen.

### Bestuur
| Periode                                  | Voorzitter                               |
| International Badminton Federation (IBF) | International Badminton Federation (IBF) |
| ---------------------------------------- | ---------------------------------------- |
| 1934 – 1955                              | George Alan Thomas                       |
| 1955 – 1957                              | John Plunkett Dillon                     |
| 1957 – 1959                              | Bruce Hay                                |
| 1959 – 1961                              | ACJ van Vossen                           |
| 1961 – 1963                              | John McCallum                            |
| 1963 – 1965                              | Nils Peder Kristensen                    |
| 1965 – 1969                              | David Bloomer                            |
| 1969 – 1971                              | Humphrey Chilton                         |
| 1971 – 1974                              | Ferry Sonneville                         |
| 1974 – 1976                              | Stuart Wyatt                             |
| 1976 – 1981                              | Stellan Mohlin                           |
| 1981 – 1984                              | Craig Reedie                             |
| 1984 – 1986                              | Poul-Erik Nielsen                        |
| 1986 – 1990                              | Ian Palmer                               |
| 1990 – 1993                              | Arthur Jones                             |
| 1993 – 2001                              | Lu Shengrong                             |
| 2001 – 2005                              | Korn Dabbaransi                          |
| 2005 – 2006                              | Kang Young-joong                         |
| Badminton World Federation (BWF)         |                                          |
| 2006 – 2013                              | Kang Young-joong                         |
| 2013 – heden                             | Poul-Erik Høyer Larsen                   |

### Regionale confederaties
De BWF werkt samen met de vijf regionale confederaties met als doel om de sport te promoten en te ontwikkelen over de gehele wereld. Deze bonden zijn:
|        | Regio   | Confederatie                      | Afkorting | Aantal leden |
| ------ | ------- | --------------------------------- | --------- | ------------ |
|        | Azië    | Badminton Asia Confederation      | BAC       | 43           |
|        | Europa  | Badminton Europe                  | BE        | 54           |
|        | Amerika | Badminton Pan Am                  | BPA       | 37           |
|        | Afrika  | Badminton Confederation of Africa | BCA       | 44           |
|        | Oceanië | Badminton Oceania                 | BO        | 16           |
| Totaal | Totaal  | Totaal                            | Totaal    | 194          |

## Toernooien
De BWF organiseert de volgende grote internationale toernooien:
- Olympische Spelen in samenwerking met het IOC
- Wereldkampioenschappen badminton
- Wereldkampioenschappen badminton voor junioren
- Thomas Cup
- Uber Cup
- Sudirman Cup
- BWF Super Series

Twee toernooien worden niet meer georganiseerd:
- Wereldbeker badminton; wordt niet meer gehouden sinds 1997.
- World Grand Prix badminton; wordt niet meer gehouden sinds 2000.

## Trofeeën
De BWF reikt trofeeën uit voor spelers, scheidsrechters, sponsoren en personen die in grote mate hebben bijgedragen aan het badminton. Dit zijn:
- Badminton Hall of Fame
- Herbert Scheele Trophy
- Distinguished Service
- Meritorius Service
- Certificate of Commendation
- Eddy Choong Player of the Year